# Lilian Kummer
Lilian Kummer (Riederalp, 8 luglio 1975) è un'ex sciatrice alpina svizzera specializzata nello slalom gigante, vincitrice della Coppa Europa nel 2001.

## Biografia

### Stagioni 1994-2001
Lilian Kummer, nata a Riederalp, debuttò in campo internazionale in occasione dei Mondiali juniores di Lake Placid 1994; esordì in Coppa Europa il 15 dicembre dello stesso anno a Gressoney-La-Trinité in slalom gigante, classificandosi 15ª, e in Coppa del Mondo il 13 gennaio 1996 nel supergigante di Garmisch-Partenkirchen, che non completò.
Nel 1999 prese parte ai suoi primi Campionati mondiali, disputati a Vail/Beaver Creek, piazzandosi 17ª nello slalom gigante e 21ª nello slalom speciale; il 14 dicembre 2000 a Chamonix in slalom gigante ottenne la prima vittoria, nonché primo podio, in Coppa Europa e a fine stagione, grazie anche a sei vittorie conquistate, vinse sia il trofeo continentale generale, sia la classifica di slalom gigante. Nello stesso anno ai Mondiali di Sankt Anton am Arlberg arrivò 4ª nella prova di slalom gigante, suo risultato più prestigioso fino a quel momento (era arrivata infatti raramente ta le primi quindici in Coppa del Mondo).

### Stagioni 2002-2004
Il 28 dicembre 2001 conquistò la sua unica vittoria, nonché unico podio, in Coppa del Mondo nello slalom gigante di Lienz e pochi mesi dopo partecipò alla prova di slalom gigante dei XIX Giochi olimpici invernali di Salt Lake City 2002, sua unica presenza olimpica, senza portarla a termine.
Il 27 gennaio 2004 a Roccaraso conquistò, sempre in slalom gigante, la sua ultima vittoria (e ultimo podio) in Coppa Europa e si ritirò al termine di quella stessa stagione; la sua ultima gara di Coppa del Mondo fu lo slalom gigante di Åre del 22 febbraio, che non completò, e la sua ultima gara in carriera lo slalom gigante dei Campionati svizzeri 2004, il 27 marzo a Les Crosets, nel quale si aggiudicò la sua seconda medaglia d'oro nella competizione nazionale.

## Palmarès

### Coppa del Mondo
- Miglior piazzamento in classifica generale: 43ª nel 2003
- 1 podio:
  - 1 vittoria

#### Coppa del Mondo - vittorie
| Data             | Località | Paese   | Specialità |
| ---------------- | -------- | ------- | ---------- |
| 28 dicembre 2001 | Lienz    | Austria | GS         |

Legenda:

GS = slalom gigante

### Coppa Europa
- Vincitrice della Coppa Europa nel 2001
- Vincitrice della classifica di slalom gigante nel 2001
- 13 podi:
  - 9 vittorie
  - 3 secondi posti
  - 1 terzo posto

#### Coppa Europa - vittorie
| Data             | Località    | Paese      | Specialità |
| ---------------- | ----------- | ---------- | ---------- |
| 14 dicembre 2000 | Chamonix    | Francia    | GS         |
| 16 gennaio 2001  | Davos       | Svizzera   | GS         |
| 17 gennaio 2001  | Davos       | Svizzera   | GS         |
| 19 febbraio 2001 | Plejsy      | Slovacchia | GS         |
| 21 febbraio 2001 | Ravascletto | Italia     | GS         |
| 27 febbraio 2001 | Wagrain     | Austria    | SL         |
| 10 febbraio 2003 | Oberwölz    | Austria    | GS         |
| 26 gennaio 2004  | Roccaraso   | Italia     | GS         |
| 27 gennaio 2004  | Roccaraso   | Italia     | GS         |

Legenda:

GS = slalom gigante

SL = slalom speciale

### Campionati svizzeri
- 6 medaglie (dati dal 1995)[1]:
  - 2 ori (slalom speciale nel 1999; slalom gigante nel 2004)
  - 4 bronzi (slalom gigante nel 1999; combinata[senza fonte] nel 2000; slalom gigante, slalom speciale nel 2001)